# Деревляны
Деревляны (укр. Деревляни) — село в Каменка-Бугской городской общине Львовского района Львовской области Украины.
Население по переписи 2001 года составляло 462 человека. Занимает площадь 0,656 км². Почтовый индекс — 80451. Телефонный код — 3254.